# Notitia Dignitatum
La Notitia Dignitatum és un document de l'Imperi Romà procedent de la Cancelleria Reial que dona detalls de l'administració de l'Imperi, tant de la cort com a nivell provincial. Està datat cap a l'any 400. A vegades se cita com a «Notícia de l'imperi», «Notícies de dignitats», «Descripció de càrrecs», «Notícies imperials» o similars.
El nom, Notitia Dignitatum, deriva de les primeres paraules descriptives als manuscrits: Notitia dignitatum omnium tam civilium quam militarium utriusque imperii occidentis orientisque. hoc documentum rationem reddit de structura et administratione imperii Romani aetate Theodosiana. ultima redactio notitiae dignitatum a primis decenniis saeculi quinti provenit («Llista dels oficials, civils i militars, dels dos imperis, occidental i oriental. Aquest document presenta l'estructura i l'administració de l'Imperi romà durant el temps de Teodosi. La darrera edició de la Notitia Dignitatum és de la primera dècada del segle cinquè»).
N'hi ha còpies dels segles XIV i XV i una còpia en color del 1542, i deriven d'anteriors manuscrits perduts, un dels quals era del segle ix. Els càrrecs que esmenta són les dignitats o els càrrecs més importants de l'Imperi, amb la seva funció i localització, organitzats en:
- Oficials de la cort.
- Vicaris i governadors provincials.
- Comandants militars (magistri militum, comites rei militaris i duces).[1]